# كأس اليونان 1938–39
كأس اليونان 1938–39 (باليونانية: Κύπελλο Ελλάδος ποδοσφαίρου ανδρών 1938-39) هو موسم من كأس اليونان. أقيم خلال الفترة 26 أكتوبر 1938 وحتى 28 مايو 1939، وشارك فيه  67 فريقاً، وفاز فيه أيك أثينا.